# Jubalàndia
Jubalàndia (Jubaland) fou el nom donat pels britànics a una província administrativa creada el 1895 a l'Àfrica Oriental Britànica, dins el Protectorat de l'Àfrica Oriental Britànica.

## La província i els districtes
El 1895 eren tres províncies (Seyyide o Seyidie, Ukamba i Jubaland o Jubalàndia). La província de Jubalàndia fou visitada el mateix 1895 per A.H.Hardinge del Foreign Office per proclamar la sobirania britànica. En endavant la política colonial va tenir com a objectiu la repressió dels clans locals desafectes. El comissionat Charles Eliot es queixava de què els somalis es consideraven els seus iguals.
Les províncies del protectorat es van incrementar vers el 1909 a set més un territori no organitzat (Kenia –vers 1914 canviat a Kenya-, Naivasha, Nyanza, Seyide, Tanaland, Ukamba, Jubaland i Northern Frontier Province) cadascun sota un subcomissionat. La capital era a Mombasa a la província de Seyide. Jubalàndia estava dividida en dos districtes Upper Jubaland (Alta Jubalàndia) i Lower Jubaland (Baixa Jubalàndia) amb Kismayu com a capital.

## Campanya militar de 1917-1918
La King African Rifles, organització militar britànica al protectorat, va fer una campanya militar al districte el 1917-1918; les forces estaven dirigides pel tinent coronel W. E. H. Barrett i anaven dirigides contra el clan aulihan a la part oest del riu i nord-est de la línia Waregta-Lak Abaleni-LorianSwamp-Eil Wak-Dolo. Es van desenvolupar entre el 23 de juliol de 1917 i el 14 de març de 1918. Barrett va ordenar ocupar Serenli (setembre de 1917) i el líder rebel Geydu Aulihan fou derrotat però els aulihan van romandre dividits sobre si sotmetre's o seguir lluitant, ja que la rendició suposava pagar una multa en bestiar que molts no volien pagar; els partidaris de seguir la lluita, dirigits per Rer 
Afgab i Rer Wafatu van sortir cap a Damasa (novembre de 1917) i van iniciar atacs a la zona de Jabir i Sereneli. El capità O. Martin va reclutar milicians locals marehan, guies i camells i els va combatre fins a la seva derrota.

## Cessió a Itàlia
En el tractat de Londres del 1915, pel que Itàlia entrava en la guerra al costat dels aliats a la I Guerra Mundial, s'havia promès per França i Gran Bretanya una extensió de la zona d'influència italiana a Àfrica. Al final de la guerra, a la conferència de pau de París, Lord Milner havia ofert aquesta compensació amb la cessió del districte de Jubalàndia per ser incorporat a la Somàlia Italiana. Tommaso Titoni va acceptar l'oferta en nom del govern italià, però amb la reserva d'una major extensió de Jubalàndia que el districte estricte.
Van seguir anys de discussions on es van fixar els límits del territori. El Regne Unit exigia per cedir més territoris que el districte tal com estava delimitat fins aquell moment, que Itàlia renunciés a qualsevol futura reclamació, contra el Regne Unit i contra França; la discussió va allargar les converses fins al 1924.
El juny de 1924 el primer ministre MacDonald va arribar a un acord amb el primer ministre Benito Mussolini que va enviar experts a Londres per arranjar els termes definitius del tractat. Aquest es va signar el 15 de juliol de 1924 i fou ratificat pel parlament britànic el 27 de març de 1925. L'article 12 establí l'anomenada comissió de Jubalàndia (Jubaland Comission, Comissione dei Giuba/Oltre Giuba) que havia de decidir sobre alguns punts ja determinats al tractat, la manera de posar en força les seves disposicions, i dirigiria una comissio per establir la frontera. La transferencia es va fer el 29 de juny de 1925 en una cerimònia a Kismayo en què es va abaixar la bandera britànica i es va hissar la italiana.

## Oltre Giuba
Va formar llavors la colònia d'Oltre Giuba, de la que fou capital, i que fou annexionada a la Somàlia Italiana el 1926.